# Java XML
A Sun Microsystems Java programozási nyelvű XML alkalmazásprogramozási felület(API)-jai  alatt a következő független programozási API-kat értjük:
- Java API for XML Processing, vagy JAX-P.
- Java API for XML Messaging, vagy JAX-M.
- Java API for XML-based RPC, vagy JAX-RPC.
- Java API for XML Registries, vagy JAX-R.
- Java API for XML Web Services, vagy JAX-WS.
- Java API for RESTful Web Services, vagy JAX-RS.
- Java API for XQuery, vagy XQJ.
- Java Architecture for XML Binding, vagy JAX-B. – (ez a hivatalos Sun név, még akkor is, ha ez egy API, lásd: )
- STreaming XML processing, vagy StAX (kompatibilis a JDK 1.4 és magasabb verziókkal, a JDK 1.6 része).

Csak a JAX-P API szükséges az Enterprise Java Beans 1.3-as specifikációjához.
Jó néhány különböző nyílt forráskódú szoftver csomag valósította meg ezeket API-kat:
- Xerces – egyike az eredeti, és máig legnépszerűbb SAX és DOM parser-nek (elemző).
- Xalan – XSLT/XPath megvalósítás, már benne van JDK 1.4-ben és a magasabb java verziókban mint az alapértelmezett XML transzformációs eszköz (XSLT 1.0).
- Saxon – egy alternatív maximálisan a specifikációt megvalósító XSLT/XPath/XQuery feldolgozó (támogatja mind az XSLT 1.0-t és 2.0-t).
- Woodstox – egy nyílt forráskódú StAX és SAX (v3.2-től) megvalósítás.

## Külső hivatkozások (angolul)
- Java technology for XML - Sun's page.
- StelsXML JDBC driver - JDBC driver for XML files.
- Woodstox - Woodstox home page.
- How To Schema Check Xml Via JAXB - Rob Austin